# Paoskoto
Paoskoto (ou Paoscoto ou Paos Koto) est une localité du Sine-Saloum, dans le sud-ouest du Sénégal, proche de la frontière avec la Gambie.

## Histoire
Le 30 novembre 1865, le marabout du Rip, Maba Diakhou Bâ, l'emporte sur les troupes d'Émile Pinet-Laprade lors de la bataille de Paos Koto, un épisode historique mémorable.

## Administration
Le village de Paoskoto fait partie de la communauté rurale de Paoskoto. C'est le chef-lieu de l'arrondissement de Paoskoto, dans le département de Nioro du Rip (région de Kaolack).

## Géographie
Les localités les plus proches sont Keur Oumar Tounkara, Dafar, Keur Gaye, Hamdalaye, Mbiteyene, Taïba Niassène, Keur Bidji Ouri, Keur Ali Gueye, Nioro du Rip et Diamaguene. 

### Population
Selon le PEPAM (Programme d'eau potable et d'assainissement du Millénaire), la CR de Paoskoto compte 43 460 personnes et 4 061 ménages. La population du village de Paoskoto s'élève à 2 411 habitants pour 225 ménages. Les Wolofs et Peuls y cohabitent.

### Activités économiques
Paoskoto se trouve sur l'axe routier N4 qui relie Kaolack à Nioro du Rip.